# Бабаев, Бетчи
Бетчи́ Баба́ев (1913 год, Хивинское ханство — дата смерти неизвестна) — председатель колхоза «Коммунизм» Ильялинского района, Туркменская ССР. Герой Социалистического Труда (1950). Лишён звания Героя Социалистического Труда в 1962 году.

## Биография
Родился в 1913 году в крестьянской семье в одном из сельских населённых пунктов Хивинского ханства (на территории современного этрапа имени Гурбансолтан-эдже).
В послевоенное время — председатель колхоза «Коммунизм» Ильялинского района. В 1949 году колхоз сдал государству в среднем с каждого гектара по 40,5 центнеров хлопка-сырца на площади 131 гектара. Указом Президиума Верховного Совета СССР от 30 июня 1950 года удостоен звания Героя Социалистического Труда за «получение высокого урожая хлопка на поливных землях» с вручением ордена Ленина и золотой медали «Серп и Молот» (№ 5348).
В 1960 году привлечён к уголовной ответственности за приписки и хищение социалистической собственности. Был обвинён в сговоре с другими руководящими лицами и товароведом хлопковой базы. В 1958 году с помощью безотчётных подложных накладных совершил фиктивную сдачу хлопка на базу, причинив ущерб колхозу на сумму 1 миллион 368 тысяч рублей. Также были оформлены фиктивные ведомости на выдачу заработной платы колхозникам на сумму более 300 тысяч рублей.
31 августа 1961 года осуждён Верховным судом Туркменской ССР по статьям 104 и 149 УК Туркменской ССР и приговорён к 15 годам лишения свободы. Указом Президиума Верховного Совета СССР от 16 июня 1962 года за «совершение тяжкого преступления, выразившегося в обмане государства и хищения колхозных средств в крупных размерах» лишён звания Героя Социалистического Труда и всех наград.
Дальнейшая судьба не известна.
Награды
- Герой Социалистического Труда
- Орден Ленина — дважды (1950; 14.02.1957)
- Орден Трудового Красного Знамени — дважды (13.08.1944; 28.01.1950)
- Орден Красной Звезды (01.06.1947)